# Villalba de los Llanos
Villalba de los Llanos is een gemeente in de Spaanse provincie Salamanca in de regio Castilië en León met een oppervlakte van 36,78 km². Villalba de los Llanos telt 138 inwoners (1 januari 2016).

## Demografische ontwikkeling
Bron: INE, 1857-2011: volkstellingen